# 라오스 리그 1
라오스 리그 1(라오어: ແປັບຊີ ລາວ ລີກ 1)은 라오스의 축구 1부 리그로 1990년 라오스 축구 연맹에 의해 만들어졌으며 현재 10팀이 참가하고 있다.

## 순위 산정 방식
승점은 승리시 3점, 무승부시 1점, 패배시 0점이다. 승점이 같을 경우 골득실차, 다득점, 상대 전적 순으로 순위를 계산한다.

## 클럽
2019시즌 참가팀
- 라오스 육군
- 에보 유나이티드
- 마스터 7
- 라오스 경찰
- 찬타불리
- 영 엘리펀트

## 시즌별 우승팀
- 1990: 라오스 육군 축구단 (비엔티안)
- 1991: 라오스 육군 축구단 (비엔티안)
- 1992: 라오스 육군 축구단 (비엔티안)
- 1993: 사바나케트 (사바나케트) / 라오스 육군 축구단 (비엔티안)
- 1994: 라오스 육군 축구단 (비엔티안)
- 1995: Pakse (Pakse) / Education Team
- 1996: 라오스 육군 축구단 (비엔티안)
- 1997: 사야부리 (사야부리) / 라오스 육군 축구단 (비엔티안)
- 1998: 캄무안 지역팀
- 2000: 비엔티엔
- 2001: 라오스 은행 축구단
- 2002: MCTPC FC
- 2003: MCTPC FC
- 2004: MCTPC FC
- 2005; 비엔티안 FC
- 2006: 비엔티안 FC
- 2007: 라오스-아메리카 칼리지 FC
- 2008: 라오스 육군 축구단 (비엔티안)
- 2009: 개최되지 않음
- 2010: 라오스 은행 축구단
- 2011: 요타 FC
- 2012: 라오스 경찰 축구단
- 2013: SHB 참파삭
- 2014: 호앙 안 앗따쁘
- 2015: 라오 토요타 FC (현재 FC 찬타불리)
- 2016: 라네쌍 유나이티드 FC
- 2017: 라오 토요타 FC (현재 FC 찬타불리)
- 2018: 라오 토요타 FC (현재 FC 찬타불리)
- 2019: 라오 토요타 FC (현재 FC 찬타불리)
- 2020: 라오 토요타 FC (현재 FC 찬타불리)

## 구단별 우승 횟수
- 2020시즌까지

| 클럽                      | 우승 | 시즌                                           |
| ------------------------- | ---- | ---------------------------------------------- |
| 라오스 육군 축구단        | 8    | 1990, 1991, 1992, 1993, 1994, 1996, 1997, 2008 |
| FC 찬타불리               | 5    | 2015, 2017, 2018, 2019, 2020                   |
| 요타 FC                   | 4    | 2002, 2003, 2004, 2011                         |
| 라오스 은행 축구단        | 2    | 2001, 2010                                     |
| 비엔티안 FC               | 2    | 2005, 2006                                     |
| 라네쌍 유나이티드 FC      | 1    | 2016                                           |
| 호앙 안 앗따쁘            | 1    | 2014                                           |
| SHB 참파삭                | 1    | 2013                                           |
| 라오스 경찰 축구단        | 1    | 2012                                           |
| 라오스-아메리카 칼리지 FC | 1    | 2007                                           |
| 캄무안 지역팀             | 1    | 1998                                           |
| Pakse                     | 1    | 1995                                           |
| 사바나케트 FC             | 1    | 1993                                           |

## 같이 보기
- 라오스 FF컵
- 라오스 축구 국가대표팀